# Qu'elle est belle
Singles de Mireille Mathieu
Mon credo
(1966) Paris en colère
(1966)
Pistes de En direct de l'Olympia (1966)
Ils s'embrassaient
Qu'elle est belle est le titre d'une chanson de Mireille Mathieu qui se trouve sur son deuxième 45 tours ainsi que sur son premier album 33 tours.
Cette chanson est une adaptation de Rusty Bells (en) écrit par Eddie Snyder et Richard Ahlert ; les paroles françaises sont de Pierre Delanoë et Frank Gérald.

## Classements
| Pays      | Meilleure position | Certification | Ventes  |
| --------- | ------------------ | ------------- | ------- |
| France    | 1 (juillet 1966)   |               | 385 000 |
| Allemagne | 35                 |               |         |